# Charles de Cocquiel
Pour les articles homonymes, voir Cocquiel.
Charles de Cocquiel était une personnalité anversoise né à Tournai en 1508 et mort en exil.

## Biographie
D'une famille noble du Tournaisis, fils de Nicolas de Cocquiel, ewardeur, échevin et juré de Tournai, anobli avec son frère Michel par Charles Quint en 1539, et de Jehanne des Martin, Charles de Cocquiel est âgé d'environ dix ans lorsque ses parents s'installent à Anvers. Sa sœur Jacqueline épouse le financier hanséatique Lazare Tucher (1491-1563), conseiller de l'empereur Charles Quint et du roi Philippe II. Charles de Cocquiel devient le caissier de l'entreprise de son beau-frère.
Charles de Coquiel se montre un adversaire ardent du despotisme politique et religieux touchant sa patrie, devenant l'un des chefs du parti martiniste. Charles devient aumônier de la ville d'Anvers, maître des pauvres et membre du consistoire de l'Église d'Anvers.
Il doit émigrer avec plusieurs de ses enfants en 1568, abandonnant des biens considérables, et meurt en exil.
Conservant une fidélité au catholicisme, il fait ériger, pour ses deux femmes, un tombeau en l'église de Saint-Jacques, à Anvers, s'y réservant une place à côté de sa seconde épouse. 
Une médaille fut frappée à son effigie en 1561, sur la gravure de Stephanus Hollandicus (en).